# Lankascincus deignani
Lankascincus deignani är en ödleart som beskrevs av  Taylor 1950. Lankascincus deignani ingår i släktet Lankascincus och familjen skinkar. IUCN kategoriserar arten globalt som starkt hotad. Inga underarter finns listade i Catalogue of Life.